# La Croisière foll'amour
Salut les Musclés
La Croisière foll'amour est une sitcom française en 159 épisodes de 26 minutes, créée par Jean-François Porry et diffusée entre le 15 février 1995 et le 16 septembre 1998 sur TF1. Les premiers épisodes ont été diffusés jusqu'au 3 janvier 1997 dans le Club Dorothée, les épisodes inédits suivants ont été diffusés du 16 août 1998 au 16 septembre 1998 à 6h du matin . Elle a ensuite été rediffusée sur AB1.

## Synopsis
Dans cette série, qui est la suite de Salut les Musclés, Les Musclés forment l'équipage d'un bateau de croisière (le Foll'amour), où des situations plus farfelues les unes que les autres s'enchaînent. On retrouve d'autres personnages de la série précédente, comme Valériane (toujours fiancée à Minet, mais qui le trompe ouvertement avec Tonio, le mécanicien du bateau) et Hilguegue l'extraterrestre, à qui l'on confie une de ses sœurs végasiennes, Estrella, venue sur Terre pour étudier les humains en testant leurs réactions dans diverses situations abracadabrantesques. Plus tard, le personnage d'Estrella sera remplacé par Strellina, fille d'Hilguegue et nièce d'Estrella.

## Distribution principale
- Éric Bouad : Éric
- Framboisier : Framboisier
- René Morizur : René
- Rémy Sarrazin : Rémy
- Bernard Minet : Bernard Minet
- Babsie Steger : Hilguegue
- Joyce Châtelier-Brunet : Valériane
- Isabelle Bouysse : Estrella (épisodes 1 à 133 et 159)
- Élodie Fontan : Strellina (épisodes 134 à 159)

## Distribution secondaire
- Gérard Vives : Gérard Nacutel / Estrello
- Carole Dechantre : Laura
- Ingrid Chauvin : Julie
- Karine Lazard : Marie-Hélène
- Dorothée Pousseo : Saturnatac
- Désiré Bastareaud : Xantus
- Guy Piérauld : Albert Grandpied
- Sébastien Desjours : Albert Grandpied jeune
- Luigi Cambiganu : Tonio / Marco
- Christine Ever : Lisa
- Stéphanie Ever : Marie
- Armelle Chausseur : Rose
- Bérénice Bréchard : Deliria
- Rodolphe Freytt : Francky
- Charles Mayeur : Henri
- Macha Polikarpova : Bérénice
- Vincent Farangi : Julien
- José Fumanal : Capitaine Acapulco
- Pierre-Charles Roudaut : Igor
- Sévy Villette : Maggie
- Manon Saidani : Anne-Sophie
- Josy Lafont : Eugénie
- Alexandra Lamy
- Nathalie Marquay
- Charlotte Arnold
- Béatrice Rosenblatt
- Benjamin Tribes
- Philippe Cheytion
- Stéphanie Coubard
- Colette Casside
- Jessica Foster
- André Saldo
- Virginie Théron
- Darren Fouse
- Laurent Mileski
- Anne-Sophie Tricot
- Cécile Dubois
- Sylvie Leurero
- Patricia Couvilliers
- Faby Schneider

## Fiche technique
- Scénarios : Jean-François Porry, Patricia Bitschnau, Louis Feyrabend, Bénédicte Laplace.
- Réalisation : Gérard Espinasse, Olivier Altman, Dominique Giuliani, Jacques Samyn et Ariane Gil

## Épisodes
1. Embarquement pour l'amour
2. La mystérieuse passagère
3. Le timide
4. Ah l'amour
5. Les marieuses
6. Le mauvais œil
7. Le regard
8. Vous avez dit extraterrestre ?
9. Une vraie Valériane
10. Un trop grand choix
11. Il n'y a pas d'âge
12. Les pantalons
13. Les baisers
14. Le poids des mots
15. Chagrin d'amour
16. C'est si bon
17. Le cauchemar
18. Au dodo... !
19. Catastrophes
20. Ricou le Rouge
21. Oh le jaloux
22. La passagère clandestine
23. La cantatrice
24. Doubles personnalités
25. La sirène
26. Pulsions animales
27. La révolte des clones
28. L'épidémie
29. Une force Herculéenne
30. Drôles d'expressions
31. Maquillages
32. Changement de climat
33. Hérédité
34. Bis repetita
35. Les mômes
36. Le génie du rire
37. Un seul être vous manque
38. L'accident
39. Les mensonges
40. Transmissions décalées
41. Le grand sacrifice
42. Duplications
43. La main verte
44. Les yeux de l'amour
45. La martienne
46. La surprise
47. Côté négatif
48. Conte de fée
49. L'envoûteuse
50. Amnésies
51. Coup de foudre
52. Le bon Rémy et le méchant
53. L'étrangère au bois dormant
54. Les pirates
55. L'accident du Père Noël
56. Vega Rap
57. L'esprit de compétition
58. L'enlèvement
59. Pour une robe de mariée
60. La transformation
61. La ballade d'Estrella
62. L'amour muet
63. Déliria
64. Les dictateurs
65. Résistance
66. Estrella et les six nains (1)
67. Estrella et les six nains (2)
68. Déprime
69. La vamp
70. Don Ricou
71. Une histoire romantique
72. Nounours
73. Réparation catastrophe
74. Un beau bébé
75. La richesse
76. Les top models
77. La marraine
78. L'anniversaire d'Estrella
79. Le génie de la lampe
80. Un succès fou
81. L'effet boule de neige
82. Le combat de boxe
83. Péché de gourmandise
84. Une aventure romantique
85. L'Asgarienne
86. Le langage des bêtes
87. Flagrant délit
88. La comédie humaine
89. Laura
90. Les mémoires d'une extra-terrestre
91. Changement d'orbite
92. L'ancêtre de René
93. La vengeance masquée
94. La vanité
95. La pub
96. La négligence
97. La chanteuse
98. Rien que la vérité
99. Mettez-moi au parfum
100. Le mystère d'Hilguegue
101. La poupée
102. Frambin des Bois
103. La catcheuse
104. Cléopâtre
105. L'envoyée de Cassiopée
106. Papy
107. Le divorce
108. Marcel
109. Les hippies
110. Sœur Gérard (1)
111. Sœur Gérard (2)
112. Les phobies
113. Moi Tarzan, toi Jane
114. Le vaisseau fantôme
115. Blocage obsessionnel
116. Les contes en délire
117. Vampires and co
118. Drôle de Schkoumoune
119. Les mauvais souvenirs
120. Igor
121. Roméo
122. Tante Zelda
123. Le sens des affaires
124. René roi du monde
125. Mon fiancé à moi
126. Super Framb
127. Le karma maudit
128. Ils sont fous ces dieux
129. Accident de Noël
130. L'objet de la révolte
131. Agent triple zéro
132. Les mousquetaires d'Estrella
133. La méga baffe
134. Strellina
135. L’art d’être maman
136. Le bon petit diable
137. Tout ça pour un caprice
138. L’école ou rien
139. Le crime de la crêpe
140. Le copain de Frankenstein
141. Il était une fois le foll’ouest
142. Comme une grande
143. L’esprit de contradiction
144. Saturna Tac
145. L’inspectrice
146. Le général
147. La zone d’instinct
148. Le syndrome de la star
149. Petite lune
150. Le virus
151. La femme idéale
152. L’ange gardienne
153. La colère d’Hilguegue
154. Bon anniversaire René
155. Cherchez la star
156. Un hyper super champion
157. Bienvenue sur Saxifragacia
158. Chinoiseries
159. Le grand voyage

## Commentaires
On reconnaît au premier coup d'œil la touche AB Productions, à qui l'on doit des succès comme Hélène et les Garçons ou Premiers Baisers. La musique du générique est dérivée de Musique Magique, une chanson de Dorothée en 1980. 
Le tournage de la série a commencé fin 1994 et s'est arrêté en août 1997 avec l'arrêt du Club Dorothée.
Isabelle Bouysse (Estrella) quitte la série en 1996 pour se consacrer exclusivement au tournage de la série Les Vacances de l'amour. Elle est remplacée par une petite fille, Élodie Fontan, qui joue le rôle de Strellina, la fille d'Hilguegue et la nièce d'Estrella. Elle revient néanmoins dans le dernier épisode de la série afin de la clore.
Ingrid Chauvin, Alexandra Lamy, Cecile de Menibus, Nathalie Marquay et Sébastien Desjours (la voix française de Knuckles dans les jeux Sonic) ont joué dans la série.
La série est également diffusée dans plusieurs pays tels que l'Allemagne, l'Italie et la Grèce.